# Пулитцеровская премия 1975 года

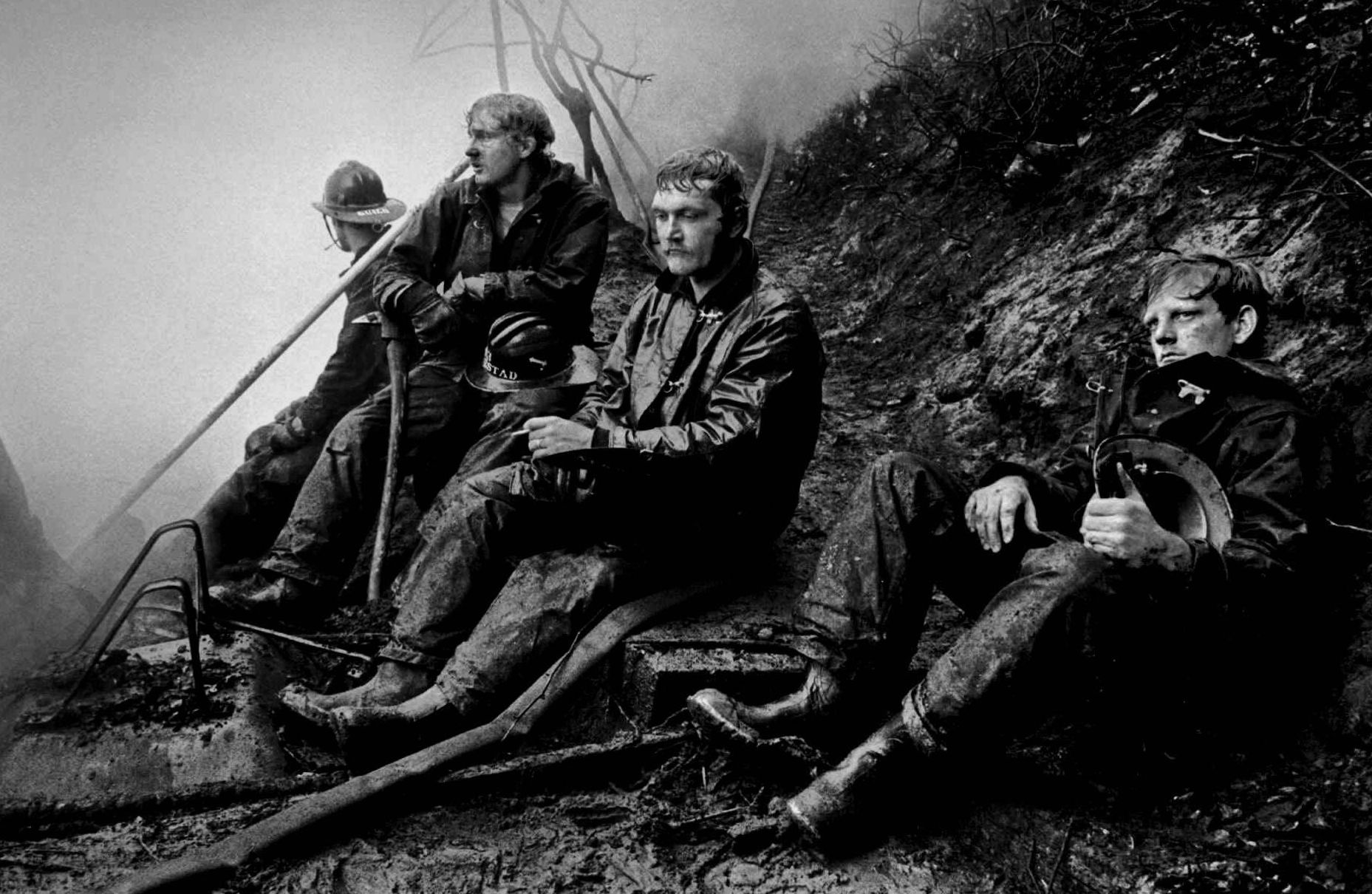
Lull in the Battle — фото-победитель за новостную фотографию

Пулитцеровская премия за 1975 год — 59-я ежегодная премия, результаты которой были ратифицированы консультативным советом Пулитцеровской премии 11 апреля 1975 года и попечителями Колумбийского университета 5 мая. Впервые роль принятия или отклонения рекомендаций консультативного совета была делегирована попечителями президенту университета, Уильяму Дж. Макгиллу. Данное изменение было вызвано желанием попечителей дистанцироваться от появления утверждений в спорных решениях, основанных на работах, связанных с мнением о незаконности используемых материалов, подразумевающих утечку секретных данных. Примером такого случая послужила премия 1972 года, присуждённая за опубликованные документы Пентагона.
Кроме того премия этого года ознаменована тем, что это впервые премия была вручена художнику за редакционные карикатуры, и впервые её получил кинокритик. Также в этом году премию получил самый пожилой номинант, которому исполнилось тогда 83 года.